# Abner (calciatore 2004)
Abner Salles da Silva (Rio de Janeiro, 19 aprile 2004) è un calciatore brasiliano, difensore dello Juventude.

## Caratteristiche tecniche
È un difensore centrale.

## Carriera
Ha iniziato a giocare nel settore giovanile del Bangu, per poi passare nel 2020 all'América-MG e due anni dopo alla Juventude. L'11 gennaio 2023 ha firmato il suo primo contratto professionistico ed il 21 aprile 2024 ha debuttato in prima squadra nell'incontro di Série A perso 5-1 contro il Botafogo; ha realizzato il suo primo gol il 2 febbraio 2025, nel Campionato Gaúcho contro il Caxias.

## Statistiche

### Presenze e reti nei club
Statistiche aggiornate al 30 giugno 2025.
| Stagione        | Squadra         | Campionato      | Campionato | Campionato | Coppe nazionali | Coppe nazionali | Coppe nazionali | Coppe continentali | Coppe continentali | Coppe continentali | Altre coppe | Altre coppe | Altre coppe | Totale | Totale | Totale |
| Stagione        | Squadra         | Comp            | Pres       | Reti       | Comp            | Pres            | Reti            | Comp               | Pres               | Reti               | Comp        | Pres        | Reti        | Pres   | Reti   |        |
| --------------- | --------------- | --------------- | ---------- | ---------- | --------------- | --------------- | --------------- | ------------------ | ------------------ | ------------------ | ----------- | ----------- | ----------- | ------ | ------ | ------ |
| 2024            | Juventude       | PD/RS+A         | 0+3        | 0          | CB              | 2               | 0               | -                  | -                  | -                  | -           | -           | -           | 5      | 0      |        |
| 2025            | Juventude       | PD/RS+A         | 8+6        | 0+2        | CB              | 1               | 0               | -                  | -                  | -                  | -           | -           | -           | 15     | 2      |        |
| Totale carriera | Totale carriera | Totale carriera | 17         | 2          |                 | 3               | 0               |                    | -                  | -                  |             | -           | -           | 20     | 2      |        |